# Leandra sylvestris
Leandra sylvestris är en tvåhjärtbladig växtart som beskrevs av Dc.. Leandra sylvestris ingår i släktet Leandra och familjen Melastomataceae. Inga underarter finns listade i Catalogue of Life.